# Wojciech Stawiany
Wojciech Andrzej Stawiany (ur. 30 stycznia 1949) – polski urzędnik państwowy i specjalista ochrony środowiska, w latach 2005–2006 Główny Inspektor Ochrony Środowiska.

## Życiorys
Absolwent Wydziału Chemicznego Politechniki Śląskiej (1971). W pracy zawodowej specjalizował się w zakresie inżynierii i monitoringu środowiska, prowadził wykłady na Politechnice Śląskiej i Uniwersytecie Śląskim. Od 1972 do 1989 zatrudniony w Głównym Instytucie Górnictwa (z przerwą na lata 1978–1981, gdy pracował w Departamencie Postępu Technicznego i Przetwórstwa Węgla Ministerstwa Górnictwa i Energetyki). W latach 1989–2003 był dyrektorem Ośrodka Badań i Kontroli Środowiska oraz koordynatorem regionalnego monitoringu środowiska w województwie katowickim. Później zatrudniony w Narodowym Funduszu Ochrony Środowiska i Gospodarki Wodnej jako szef Departamentu Projektów Strukturalnych. Zajmował się wprowadzaniem programów międzynarodowych w zakresie zarządzania i ochrony środowiska. Zasiadał w radach nadzorczych spółek z branży środowiskowej i paliwowej.
Od 2005 do 2006 pełnił funkcję Głównego Inspektora Ochrony Środowiska, następnie do 2007 był zastępcą szefa GIOŚ. W 2008 powrócił do pracy w NFOŚiGW jako ekspert w Departamencie Promocji i Komunikacji Społecznej, podjął też współpracę z Polską Izbą Ekologii.

## Odznaczenia
Wyróżniony m.in. Złotym (1998) i Srebrnym Krzyżem Zasługi, Złotą Odznaką „Zasłużony dla Województwa Katowickiego”, Odznaką Honorową „Zasłużony dla Ochrony Środowiska i Gospodarki Wodnej oraz wyróżnieniem United States Environmental Protection Agency „2000 National First Place Award”.